# Camptocladius pallidipes
Camptocladius pallidipes är en tvåvingeart som först beskrevs av Jean-Jacques Kieffer 1918.  Camptocladius pallidipes ingår i släktet Camptocladius och familjen fjädermyggor.
Artens utbredningsområde är Litauen. Inga underarter finns listade i Catalogue of Life.